# Житомирский район
Жито́мирский район (укр. Житомирський район) — административная единица на юге центральной части Житомирской области Украины. Административный центр — город Житомир.

## География

### Площадь
Территория района в новых границах занимает 10 508,2 км², что составляет 35,3 % территории области (2-е место среди районов).

### Расположение
Район расположен в двух природных зонах. Южная часть относится к лесостепи, а северная — к зоне смешанных лесов (Полесье). Граничит со всеми районами Житомирской области, на западе граничит с Шепетовским и Хмельницким районами Хмельницкой области, на востоке — с Бучанским, Фастовским и Белоцерковским районами Киевской области.

### Гидрография
Основные реки — Тетерев, Гнилопять, Гуйва, Коднянка, а также Бобровка, Вива, Глубочок, Каменка, Коща, Лесная, Ривец, Шейка.
Протяжённость р. Тетерев в пределах района — 43,9 км, р. Гуйва — 20,0 км, р. Гнилопять — 18,2 км, р. Коднянка — 20,7 км. На этих 4-х реках размещены водохранилища. Наибольшее из них — вдхр. Отсечное, расположенное на р. Тетерев возле с. Тетеревка.

## История
С момента образования в 1928 году район назывался Трояновским, центром которого был посёлок Троянов (сейчас это село Троянов). В 1939 году район переименован в Житомирский.
28 ноября 1957 года к Житомирскому району был присоединён Трояновский район.
В начале 1960-х годов он был реорганизован — территория и населённые пункты переведены в основном в Коростышевськое территориальное управление, остальные — к Бердичеву.
4 августа 1965 года Указом Президиума Верховного Совета Украинской ССР был вновь восстановлен Житомирский район с административным центром в г. Житомире.
17 июля 2020 года в результате административно-территориальной реформы район был укрупнён, в его состав вошли территории:
- Житомирского района,
- Брусиловского района,
- Коростышевского района,
- Любарского района,
- Попельнянского района,
- Пулинского (Червоноармейского) района,
- Радомышльского района,
- Романовского района,
- Хорошевского (Володарско-Волынского) района (кроме Иршанской поселковой общины, включённой в Коростенский район),
- Черняховского района,
- Чудновского района (частично (север и центр): Чудновская городская (c пгт Вакуленчук и Великие Коровинцы) и Ольшанская сельская общины),
- частично Андрушёвского района (Волицкая сельская община),
- а также города областного значения Житомир.

## Население
Численность населения района в укрупнённых границах — 622,8 тыс. человек.
Численность населения района в границах до 17 июля 2020 года по состоянию на 1 января 2020 года — 72 213 человек, из них городского населения — 12 626 человек, сельского — 59 587 человек.

## Административное устройство
Район в укрупнённых границах с 17 июля 2020 года делится на 31 территориальную общину (громаду), в том числе 4 городские, 12 поселковых и 15 сельских общин (в скобках — их административные центры):
- Городские:
  - Житомирская городская община (город Житомир),
  - Коростышевская городская община (город Коростышев),
  - Радомышльская городская община (город Радомышль),
  - Чудновская городская община (город Чуднов);
- Поселковые:
  - Брусиловская поселковая община (пгт Брусилов),
  - Городокская поселковая община (пгт Городок),
  - Корнинская поселковая община (пгт Корнин),
  - Любарская поселковая община (пгт Любар),
  - Миропольская поселковая община (пгт Мирополь),
  - Новоборовская поселковая община (пгт Новая Боровая),
  - Новогуйвинская поселковая община (пгт Новогуйвинское),
  - Попельнянская поселковая община (пгт Попельня),
  - Пулинская поселковая община (пгт Пулины),
  - Романовская поселковая община (пгт Романов),
  - Хорошевская поселковая община (пгт Хорошев),
  - Черняховская поселковая община (пгт Черняхов);
- Сельские:
  - Андрушковская сельская община (село Андрушки),
  - Берёзовская сельская община (село Берёзовка),
  - Высоковская сельская община (село Высокое),
  - Вышевичская сельская община (село Вышевичи),
  - Ольшанская сельская община (село Ольшанка),
  - Волицкая сельская община (село Волица),
  - Глубочицкая сельская община (село Глубочица),
  - Квитневская сельская община (село Квитневое),
  - Курненская сельская община (село Курное),
  - Олиевская сельская община (село Олиевка),
  - Потиевская сельская община (село Потиевка),
  - Станишовская сельская община (село Станишовка),
  - Староселецкая сельская община (село Старосельцы),
  - Тетеревская сельская община (село Тетеревка),
  - Харитоновская сельская община (село Харитоновка).

### История деления района
Количество местных советов (рад) в старых границах района до 17 июля 2020 года:
- поселковых — 1
- сельских — 20

Количество населённых пунктов в старых границах района до 17 июля 2020 года:
- посёлков городского типа — 3
- сёл — 87

Упорядоченный по алфавиту список населённых пунктов района находится внизу страницы
Список местных советов и их населённые пункты (в старых границах района до 17 июля 2020 года):
- Новогуйвинский поселковый совет
  - пгт Гуйва (укр. Гуйва)
  - пгт Новогуйвинское (укр. Новогуйвинське)
  - пгт Озёрное (укр. Озерне)
- Берёзовский сельский совет
  - с. Берёзовка (укр. Березівка)
  - с. Богдановка (укр. Богданівка)
  - с. Дубовец (укр. Дубовець)
  - с. Черемошное (укр. Черемошне)
- Буковский сельский совет
  - с. Буки (укр. Буки)
  - с. Новая Рудня (укр. Нова Рудня)
  - с. Руденька (укр. Руденька)
  - с. Тригорье (укр. Тригір'я)
- Василевский сельский совет
  - с. Болярка (укр. Болярка)
  - с. Василевка (укр. Василівка)
  - с. Мусиевка (укр. Мусіївка)
  - с. Новая Василевка (укр. Нова Василівка)
  - с. Рудковка (укр. Рудківка)
- Вересовский сельский совет
  - с. Вересы (укр. Вереси)
- Вертокиевский сельский совет
  - с. Вертокиевка (укр. Вертокиївка)
  - с. Городище (укр. Городище)
  - с. Иванковцы (укр. Іванківці)
- Высокопечский сельский совет
  - с. Высокая Печь (укр. Висока Піч)
  - с. Покостовка (укр. Покостівка)
  - с. Рудня Почта (укр. Рудня Пошта)
  - с. Старошейка (укр. Старошийка)
- Глубочанский сельский совет
  - с. Глубочок (укр. Глибочок)
  - с. Крутая (укр. Крута)
- Глубочицкий сельский совет
  - с. Березина (укр. Березина)
  - с. Глубочица (укр. Глибочиця)
  - с. Гадзинка (укр. Гадзинка)
  - с. Новая Выгода (укр. Нова Вигода)
- Головенковский сельский совет
  - с. Головенка (укр. Головенка)
  - с. Зализня (укр. Залізня)
- Денишёвский сельский совет
  - с. Дениши (укр. Дениші)
  - с. Михайловка (укр. Михайлівка)
  - с. Ульяновка (укр. Улянівка)
- Заможненский сельский совет
  - Заможное (укр. Заможне)
- Заречанский сельский совет
  - с. Заречаны (укр. Зарічани)
- Ивановский сельский совет
  - с. Барашевка (укр. Барашівка)
  - с. Бондарцы (укр. Бондарці)
  - с. Давыдовка (укр. Давидівка)
  - с. Ивановка (укр. Іванівка)
- Каменский сельский совет
  - с. Должик (укр. Довжик)
  - с. Каменка (укр. Кам'янка)
  - с. Новоселица (укр. Новоселиця)
  - с. Солнечное (укр. Сонячне)
- Коднянский сельский совет
  - с. Кодня (укр. Кодня)
- Корчакский сельский совет
  - с. Катериновка (укр. Катеринівка)
  - с. Корчак (укр. Корчак)
  - с. Перлявка (укр. Перлявка)
- Левковский сельский совет
  - с. Калиновка (укр. Калинівка)
  - с. Клетчин (укр. Клітчин)
  - с. Левков (укр. Левків)
- Лещинский сельский совет
  - с. Лещин (укр. Ліщин)
  - с. Тарасовка (укр. Тарасівка)
- Луковский сельский совет
  - c. Вершина (укр. Вершина)
  - c. Лука (укр. Лука)
  - c. Млынище (укр. Млинище)
- Миролюбовский сельский совет
  - c. Леоновка (укр. Леонівка)
  - c. Миролюбовка (укр. Миролюбівка)
  - c. Червоный Степок (укр. Червоний Степок)
- Озерянковский сельский совет
  - c. Озерянка (укр. Озерянка)
  - c. Павленковка (укр. Павленківка)
  - c. Рожки (укр. Ружки)
- Олиевский сельский совет
  - c. Олиевка (укр. Оліївка)
  - c. Песчанка (укр. Піщанка)
  - c. Свитын (укр. Світин)
- Песковский сельский совет
  - c. Пески (укр. Піски)
  - c. Скоморохи (укр. Скоморохи)
- Рудне-Городищенский сельский совет
  - c. Гай (укр. Гай)
  - c. Раздольное (укр. Роздольне)
  - c. Рудня-Городище (укр. Рудня-Городище)
  - c. Сосновка (укр. Соснівка)
- Садковский сельский совет
  - c. Выгода (укр. Вигода)
  - c. Садки (укр. Садки)
- Сингуровский сельский совет
  - c. Вишнёвое (укр. Вишневе)
  - c. Волица (укр. Волиця)
  - c. Дворец (укр. Двірець)
  - c. Пряжев, по-народному — Пряжево (укр. Пряжів)
  - c. Сингуры (укр. Сінгури)
- Станишовский сельский совет
  - c. Быстри (укр. Бистрі)
  - c. Слобода-Селец (укр. Слобода-Селець)
  - c. Станишовка (укр. Станишівка)
- Тетеревский сельский совет
  - c. Тетеревка (укр. Тетерівка)
- Трояновский сельский совет
  - c. Ставецкое (укр. Ставецьке)
  - c. Троянов (укр. Троянів)
- Туровецкий сельский совет
  - c. Грабовка (укр. Грабівка)
  - c. Кринички (идёт процесс переименования в Буймир) (укр. Кринички / Буймир)
  - c. Лесовщина (укр. Лісівщина)
  - c. Мошковка (укр. Мошківка)
  - c. Туровец (укр. Туровець)

Ликвидированные населённые пункты (в старых границах района до 17 июля 2020 года)
- Буда — село, относившееся к Высокопечскому сельскому совету. Объединено с селом Заможное в 1980-х годах. Координаты: 50°15′19″ с. ш. 28°17′42″ в. д.HGЯO.
- Березино — ликвидированное село, относившееся к Миролюбовскому сельскому совету. Население села в 1989 году составляло ок. 170 чел. Дата снятия села с учёта неизвестна (прибл. конец 1990-х). Координаты: 50°06′30″ с. ш. 28°49′30″ в. д.HGЯO.

## Политика
Высшим органом местного самоуправления района является Житомирская районная государственная администрация. Прочими органами местного самоуправления являются 1 поселковый и 30 сельских советов.
В районный совет избрано 62 депутата, в местные советы — 507.

## Транспорт
Основной транспортный узел расположен в г. Житомире, где пересекаются железные и автомобильные дороги.

### Железные дороги
Железнодорожный узел района относится к Коростенской дирекции Юго-Западной железной дороги и имеет пять направлений: Коростень, Коростышев, Фастов, Бердичев, Звягель. Плотность железных дорог составляет 71 км/тыс.м2. На территории района расположены
- железнодорожные станции: Житомир, Богунский, Дубовец, Кодня, Пряжев (ранее Пряжево), Станишовка;
- железнодорожные остановочные пункты: Быстра, Вересы, 82 км, Гадзинка, Крошня, Лещин, Новая Быстра, Новая Выгода, Свитын, Старт.

### Автодороги
По территории района проходят:
- 2 международные автодороги государственного значения

М-06 (Киев — Чоп, через Житомир, Ровно, Львов, Ужгород), часть европейского маршрута E 40;
М-21, ранее Р 10 (Житомир — Могилёв-Подольский, через Винницу), часть европейского маршрута E 583;
- 1 национальная автодорога государственного значения

Н-03, ранее М 20 (Житомир — Черновцы, через Хмельницкий);
- 2 региональные автодороги государственного значения

Р-18, ранее Т 0601, Р 34 (Житомир — Ставище);
Р-28, ранее Р 10 (Житомир — пункт пропуска через госграницу «Выступовичи»);
- 2 территориальные автодороги местного значения

Т 0601, ранее Т 0603 (Высокая Печь — Дубровка, через Барановку);
Т 0614 (Глубочица — Станишовка, Восточное шоссе объездной дороги Житомира).
Общая протяжённость автомобильных дорог на территории района — 492 км, из них с твёрдым покрытием — 346,8 км.